# おなで石

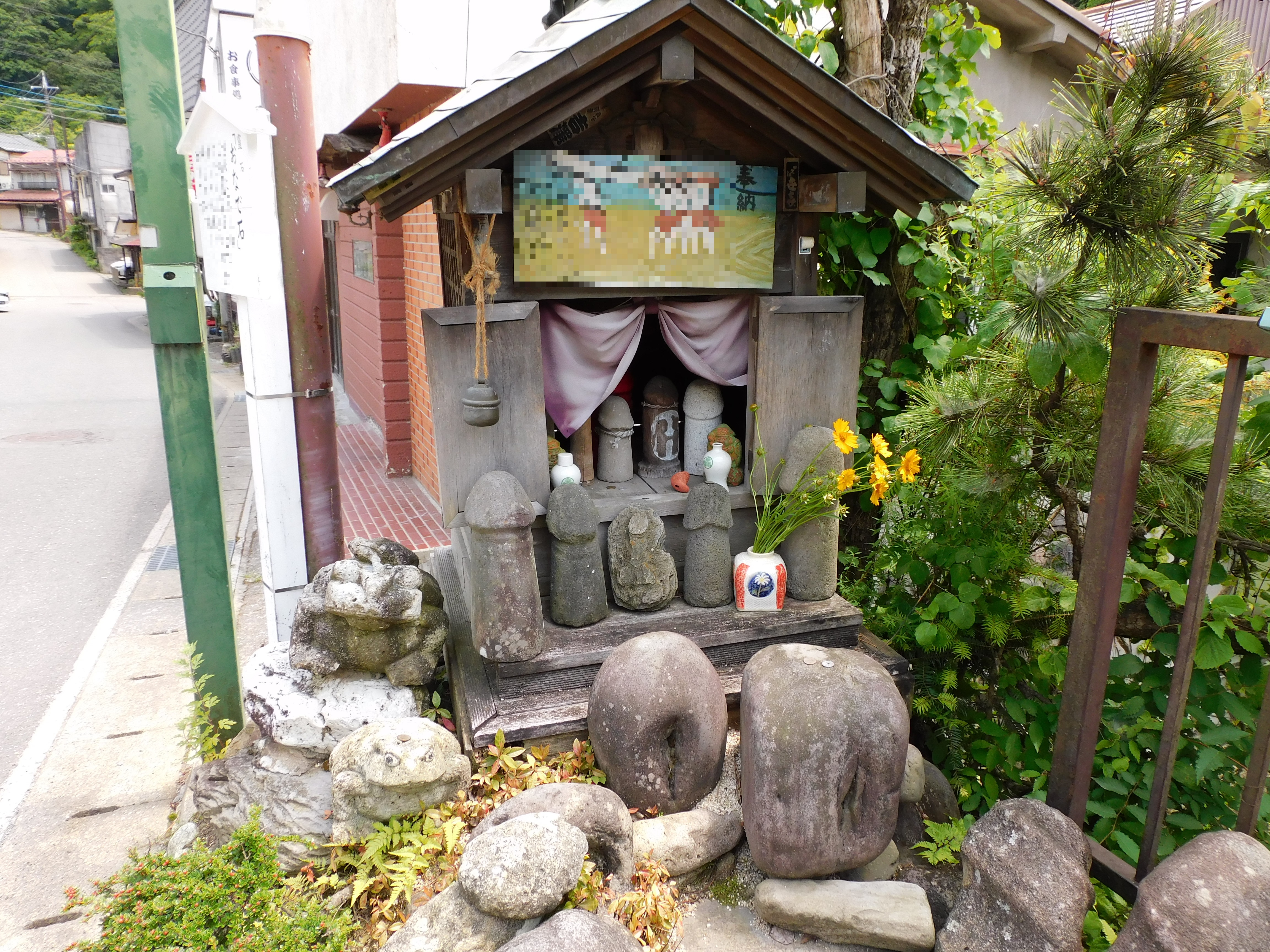
おなで石と祠

おなで石（おなでいし）は、栃木県日光市川治温泉の温泉街、日光市川治温泉川治22に祀られている女陰の形をした霊石である。

## 概要
おなで石は、かつて鬼怒川の氾濫で流れ着いた女陰の形をした自然石を霊石として祀ったものである。高さ約60cm、横約45cm、奥行約45cmの立方形をしており、中央に女陰のような縦長の亀裂がある。この女陰の亀裂に沿って撫でながら祈願すると子宝、縁結び、安産などに霊験があるとされている。おなで石は金精神を祀った祠の前に安置されており、まるで女陰であるおなで石の霊験を高めるかのように祠やその周りには多数の石や木の男根が奉納されている。
性信仰研究に造詣の深かった向かいの松井土産物店の前店主が生前現地に移して古くから祀っているものである。現在、共同浴場（露天風呂）の薬師の湯と並んで川治温泉の観光スポットとなっている。しかし、女陰であるおなで石よりも金精神の祠や周りに多数奉納されている石の男根の方が目立ってしまっているため、石の男根がおなで石であると勘違いして参拝してしまっている温泉客や観光客も多い。